# Posttranskriptionale Modifikation
Unter Posttranskriptioneller Modifizierung oder Posttranskriptionaler Modifikation werden alle Modifikationen der mRNA zusammengefasst, die nach der Transkription erfolgen, teilweise auch währenddessen (kotranskriptionell).

## Einteilung
- Capping: Modifikation des 5`- Endes
- Splicing: Entfernung der Introns und Verknüpfung der Exons
- Polyadenylierung: Anhängen von Adenosinmonophosphaten am 3´-Ende
- RNA-Editing: Einzelne Basen verändert

Durch diese Modifikationen kann die Stabilität der RNA erhöht, die mRNA für den Transport aus dem Nukleus durch die Kernporen in das Cytoplasma aufbereitet wie auch der Abbau durch Exonukleasen verhindert werden. Doch kann auch der Informationsgehalt nach der Transkription noch verändert werden, indem etwa als sogenannte Introns Bereiche der RNA herausgeschnitten werden, die somit nicht codieren, beziehungsweise durch ein alternatives Spleißen aus den verbleibenden Exons verschiedene Varianten verwandter Proteine ermöglicht werden.
Posttranskriptionelle Modifikationen sind in dieser Form nur bei Eukaryoten feststellbar, da die Transkription hier räumlich von der Translation getrennt ist. Bei Prokaryonten kommt es hingegen zur gleichzeitigen Translation der noch in der Transkription entstehenden mRNA. Weiterhin treten keine Introns auf.